# Гезеке
Гезеке (нім. Geseke) — місто в Німеччині, знаходиться в землі Північний Рейн-Вестфалія. Підпорядковується адміністративному округу Арнсберг. Входить до складу району Зост.
Площа — 97,48 км². Населення становить 21 422 ос. (станом на 31 грудня 2020).

## Географії

### Сусідні міста та громади
Гезеке межує з 5 містами / громадами:
- Бюрен
- Ервітте
- Ліппштадт
- Рютен
- Зальцкоттен

## Галерея

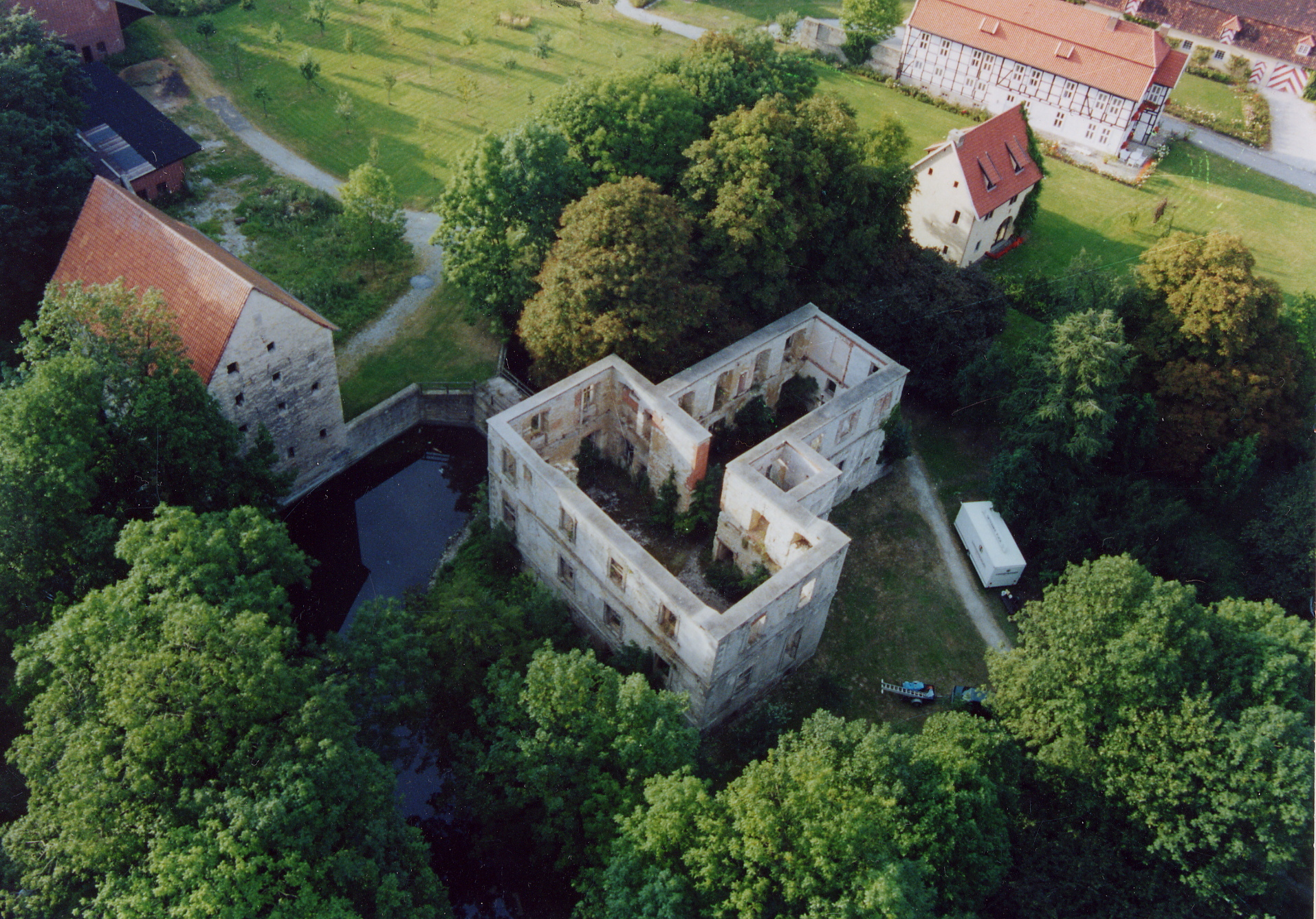
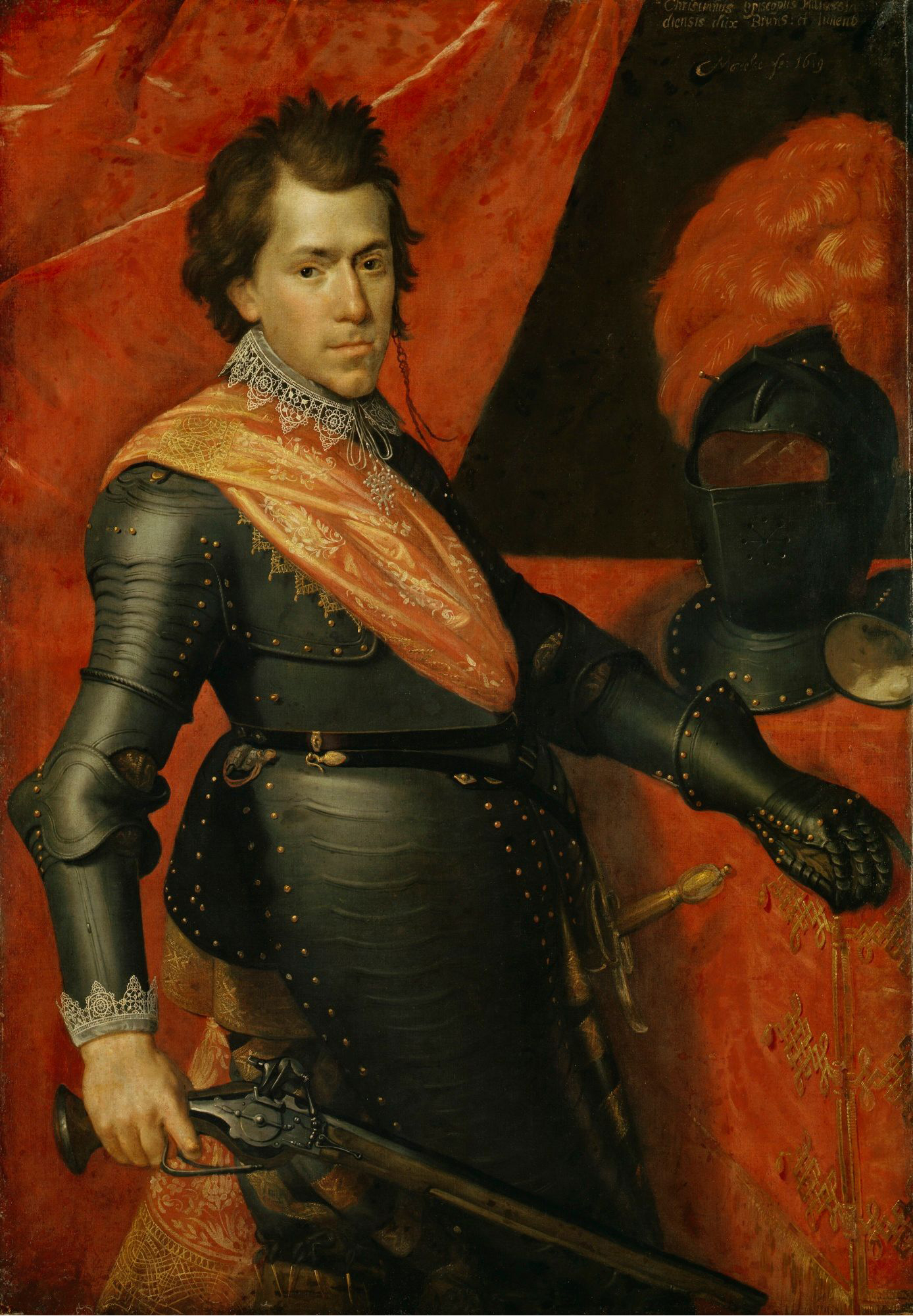
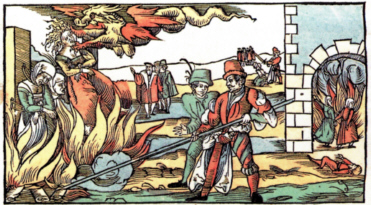
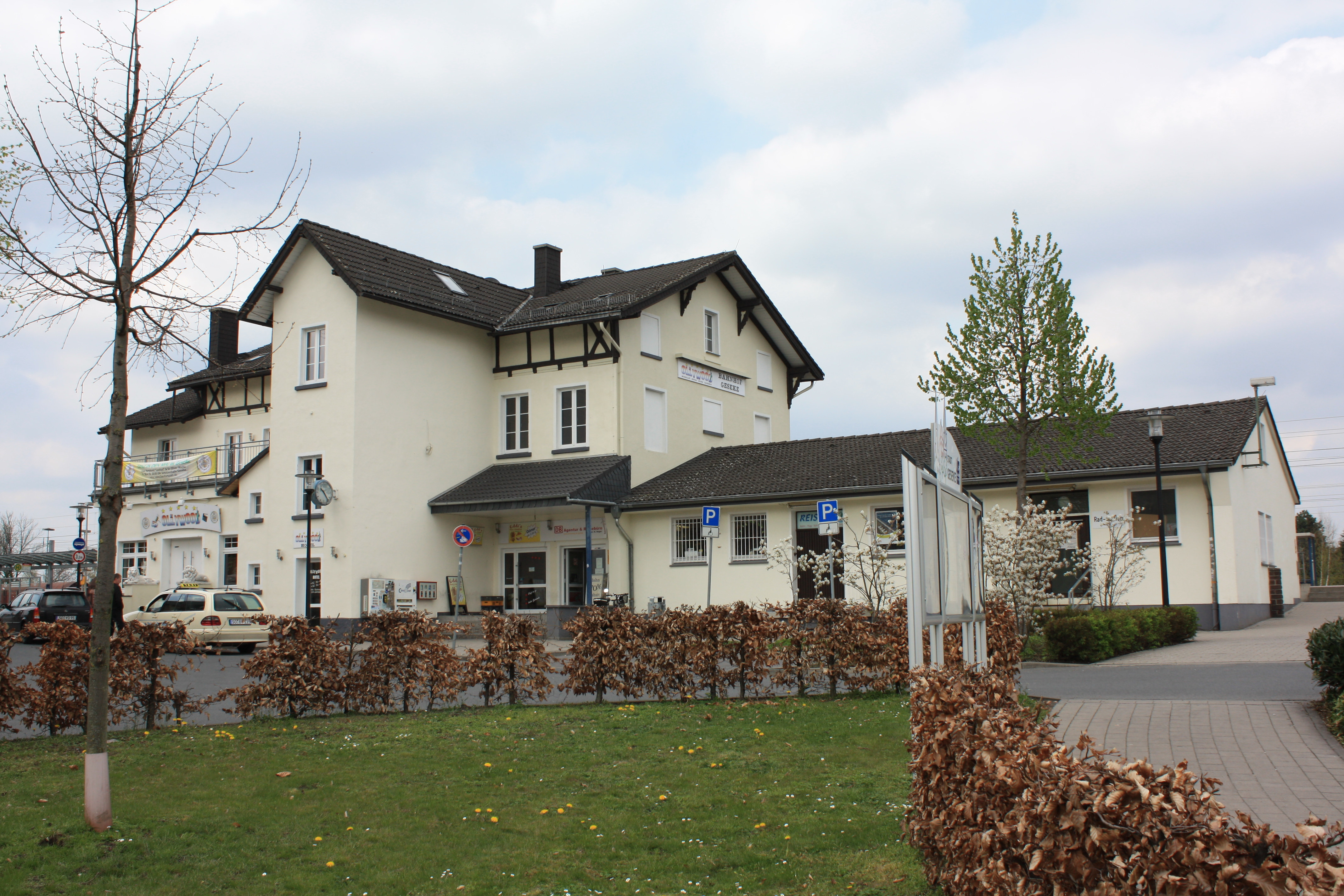
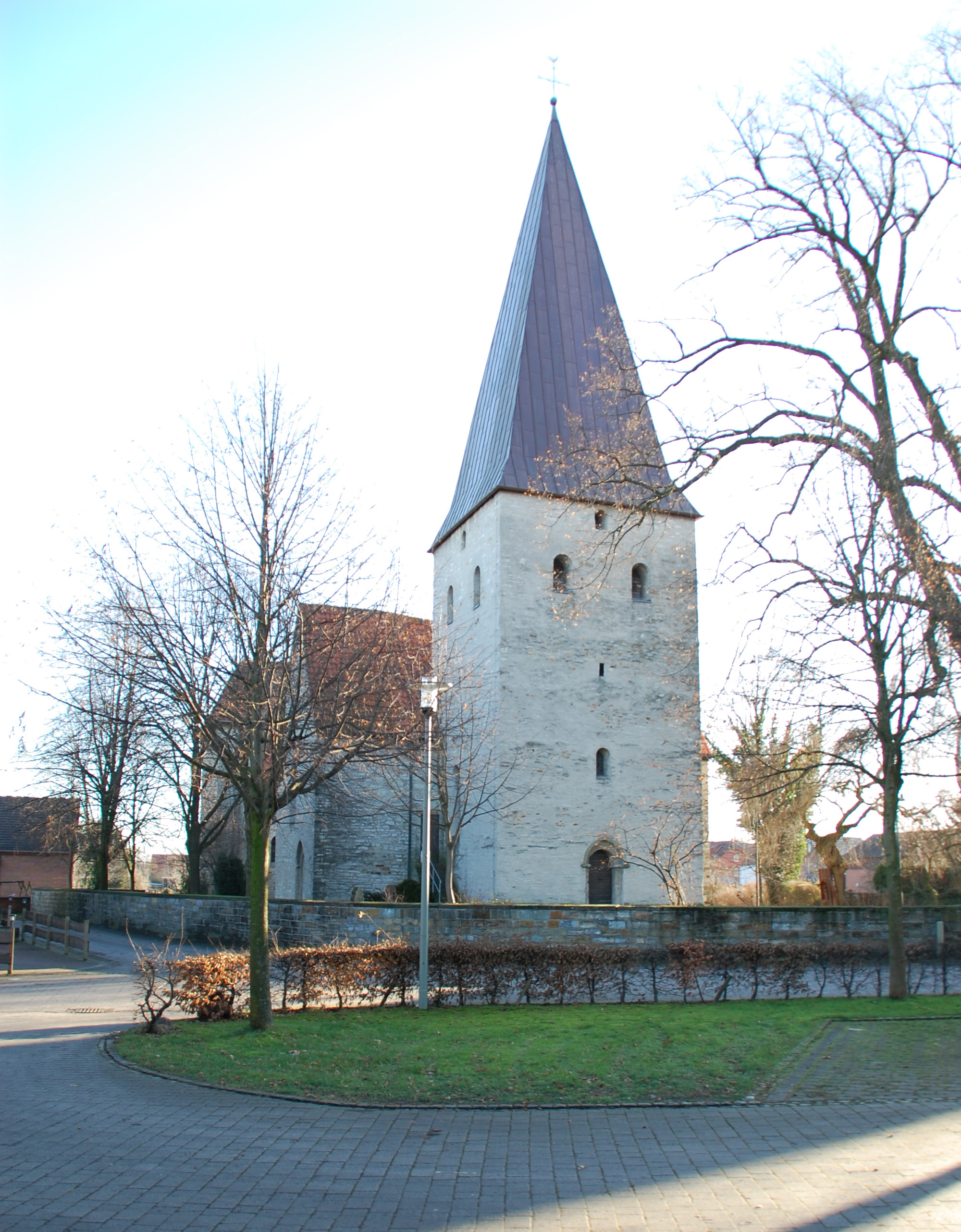
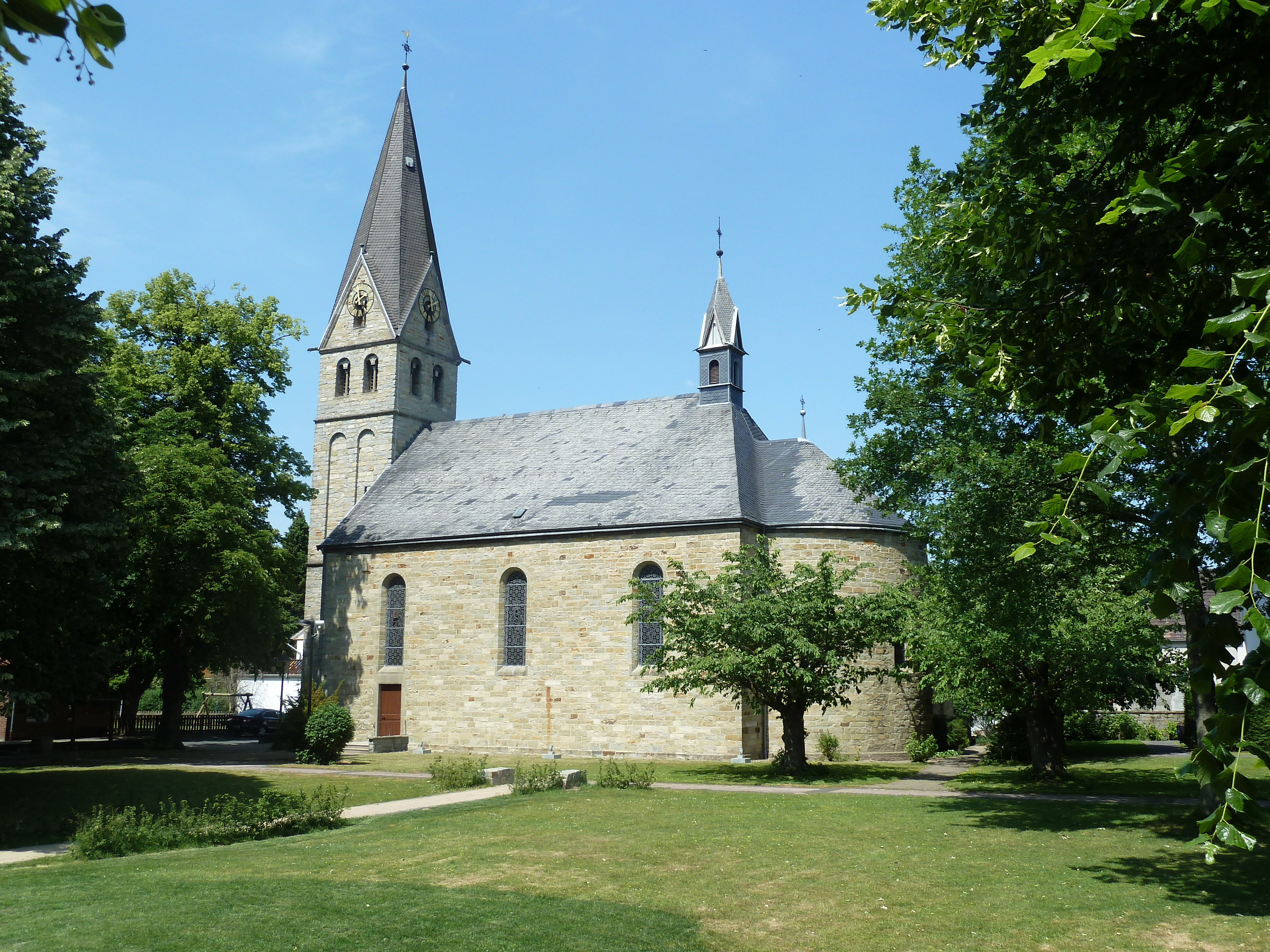

### Адміністративний поділ
Місто  складається з 8 районів:
- Гезеке
- Беннінггаузен
- Ерінггаузен
- Ерінгерфельд
- Ермзінггаузен
- Лангенайкке
- Меннінггаузен
- Штермеде